# لیوباویچی، بخش رودنیانسکی، استان اسمولنسک
لیوباویچی ((به بلاروسی: Любаві́чы) ; روسی: Люба́вичи ; به ییدیش: ליובאַװיטש , لیوباویتش ; (به لهستانی: Lubawicze)) یک منطقه روستایی (دهکده) در بخش رودنیانسکی در استان اسمولنسک روسیه است.

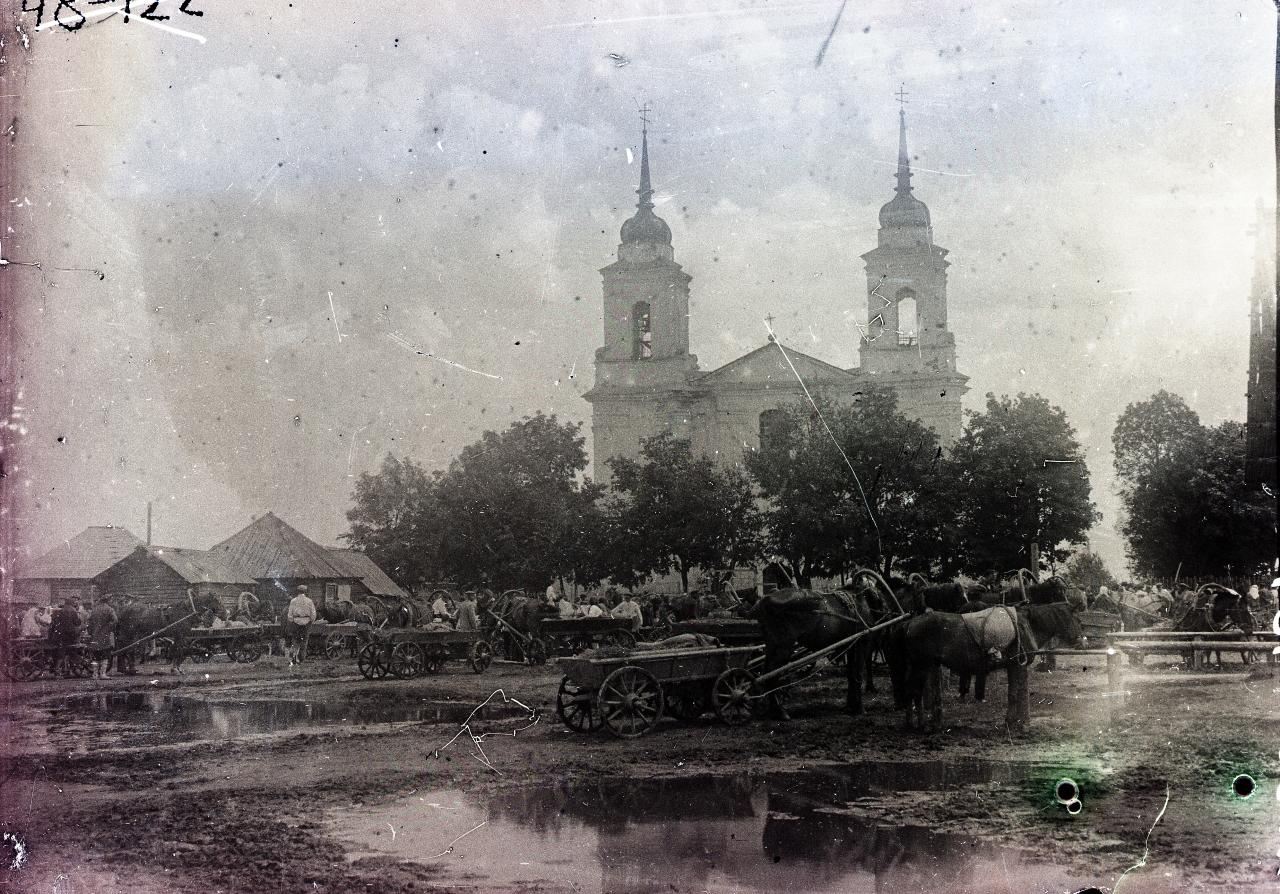
کلیسا و بازار در لیوباویچی (دسامبر ۱۹۲۹)

شاخه خبد-لیوباویچ یهودیت حسیدی نام خود را از این دهکده که رهبری آن درباری در آن تأسیس کرد و تختگاه چهار نسل از ربه‌های خبد بین ۱۸۱۳ تا ۱۹۱۵ بود گرفته.

## اقلیم
لیوباویچی دارای اقلیم قاره ای مرطوب با تابستانی گرم است (Dfb در طبقه‌بندی آب و هوای کوپن).